# Rhederveld
Rhederveld est un village qui fait partie de la commune de Westerwolde, dans la province néerlandaise de Groningue.